# 特奥多尔·艾克
特奥多尔·艾克（德語：Theodor Eicke，1892年10月17日—1943年2月26日）是一位纳粹德国党卫军上将（親衛隊上級集團領袖），为著名的骷髏師指挥官，同時也是纳粹德国为创设集中营的重要人物。他的纳粹党编号为114901，而党卫队编号则为2921。艾克在1934年的长刀之夜中，联合党卫队中校米歇尔·里貝特（Michael Lippert）一起处決了冲锋队領導人恩斯特·罗姆。

## 生平

### 早年生活到第一次世界大戰
艾克為一站長之子，出身自薩蘭堡（現屬法國洛林大區，當時隸屬德國的阿爾薩斯-洛林帝國領）附近的昂蓬（德语：胡庭根，Hudingen）的一戶中下階級家庭。艾克身為11位小孩的老么，在學校表現不佳，於畢業前的17歲就被輟學。而後他以志願兵身份加入了第23巴伐利亞步兵團；不久在第一次世界大戰爆發後，他擔任了第3騎兵團的見習主計官，1916年時被配發至第22巴伐利亞步兵團。艾克還於1914年因為英勇表現而獲得了二級鐵十字勳章。
艾克於1919年辭去軍隊的職務，但找不到工作。他開始於妻子的故鄉伊爾梅瑙重新學習，但又於1920年再次中斷，投身了警察事業，起初擔任線民，而後成為了正規警員。艾克的警察生涯很快就結束了，其中部份原因是他僅有高中文憑，另外主要是因為對威瑪共和國的強烈厭惡與多次參與激烈的街頭政治性運動而致。最後，他找到了路德维希港法本公司的工作，並很快從基層作到了公司內部的情报机构。

### 加入納粹黨
艾克對威瑪共和國的觀點與納粹黨不謀而合，於是很快就加入了該黨與於1928年12月1日加入恩斯特·羅姆所指揮的衝鋒隊。艾克於1930年8月離開了衝鋒隊，加入了黨衛隊，並勝任愉快，很快地於巴伐利亞的帕拉蒂纳特設立黨部組織招攬青年加入。艾克於1931年尾被海因里希·希姆萊晉升為黨衛隊上校。
艾克的政治活動引起了他雇主的注意，最後在1932年早期法本公司將其解僱。同時間，他又因為放置炸彈欲攻擊自己在巴伐利亞的政敵而遭到逮捕，於1932年7月被判處2年徒刑。然而，在受到弗蘭茲·戈特爾（Franz Gürtner，後來希特勒內閣的司法部長）的保護下，艾克才逃過了判決，並受到海因里希·希姆萊的命令前往義大利，接手一個當地流亡的黨衛隊營。

### 親衛隊與集中營

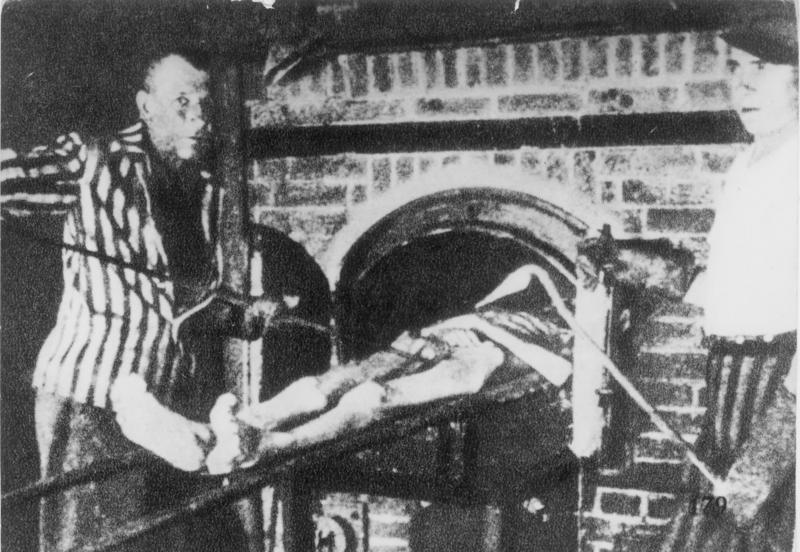
達豪集中營火葬場的運作

艾克後於1933年5月希特勒掌權時回到了德國，之後曾與軍事管區領導人約瑟夫·畢凱爾（Joseph Bürckel）有政治不和，後者下令將艾克送到了精神病院一個月，直到希姆萊在1933年6月將他釋放。前黨衛隊少校海瑪爾·瓦克（Hilmar Wäckerle）被指控以「處罰」名義，將多位拘留犯人殺害後，艾克於6月26日被任命為达豪集中营的管理人，並晉升為親衛隊上級領袖。
1934年1月30日，艾克被晉升為親衛隊旅隊領袖，並開始將達豪集中營轉型。他重新整頓了黨衛隊營，建立了新的警衛規定，內容包涵要成員絕對服從、加強紀律和對拘留者進行虐待，這些法案也在1934年1月1日通過。

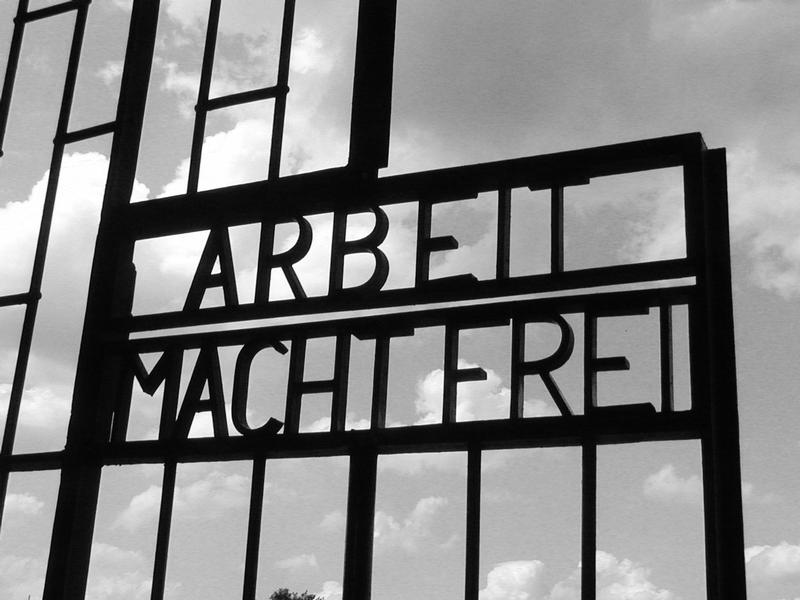
納粹集中營常見的標語：「勞動帶來自由」

艾克本人激進的反猶主義與反共主義即作為營指揮官盲目服從的特質，受到了希特勒與黨衛隊領袖希姆萊的注意。1934年5月，艾克被任命為集中營督察官，並自同年7月4日開始任職。雖然這個職位名義上對黨衛隊本部負責，但艾克可越級直接向希姆萊報告。艾克也於1934年6月底和達豪集中營的警衛，一同參與了整肅納粹黨的長刀之夜，他也協助澤普·狄特里希的阿道夫希特勒警衛旗隊將許多衝鋒隊領導人於6月30日監禁。為表示自己效忠於希特勒和希姆萊，艾克與他的副手米歇爾·里貝特於7月1日射殺了恩斯特·羅姆。這些行動令艾克昇為親衛隊集團領袖，之後也涉嫌因為個人因素殺害了埃里希·米萨姆。
作為集中營的督察官，艾克於1935年再度對其進行改革。它首先解散原本各個小集中營，保存了達豪集中營，於1936年夏季開設了新的薩克森豪森集中營、1937年夏季開設布痕瓦尔德集中营和1939年5月開設拉文斯布吕克集中营。之後還有在奧地利開設新集中營，如1938年開設的毛特豪森-古森集中營。所有集中營，從警衛人員到關押囚犯的管理都沿用達豪的模式。
艾克管理下的集中營與其有的強迫勞動制度成為了黨衛隊最有力的工具，同時也換來他的政敵—萊因哈特·海德里希的仇恨，該人曾在擔任帝國保安部部長時嘗試控制達豪集中營，但失敗。艾克受到希姆萊的支持下，地位逐漸提昇，1940年時集中營督察之職被轉入奥斯瓦尔德·波尔（Oswald Pohl）的黨衛隊經濟管理部D機關，因此艾克的職位再也不會受蓋世太保與帝國保安部所管轄。集中營督察與後來的D機關只有在過問集中營犯人釋放和關押時聽從帝國保安部和蓋世太保，而集中營內部的大小事務則完全由D機關所控制。
這些事情使艾克獲得許多負面的評價，包括黨衛隊成員都描述艾克是一個殘酷、邪惡、不能信任、野心勃勃和敵視每一個不認同納粹主義的狂熱份子。
而艾克本人的強硬嚴格風格也影響了集中營的氣氛，也常灌輸衛兵不要對犯人存有同情的想法，導致日後能紀律性地執行各個的殘酷行為，即使當艾克已不過問集中營事物也如此。被艾克所影響的人包括鲁道夫·霍斯、弗朗茲·塞瑞斯（Franz Ziereis）、卡尔-奥托·科赫和馬克思·庫葛爾（Max Kögel）。

### 骷髏師

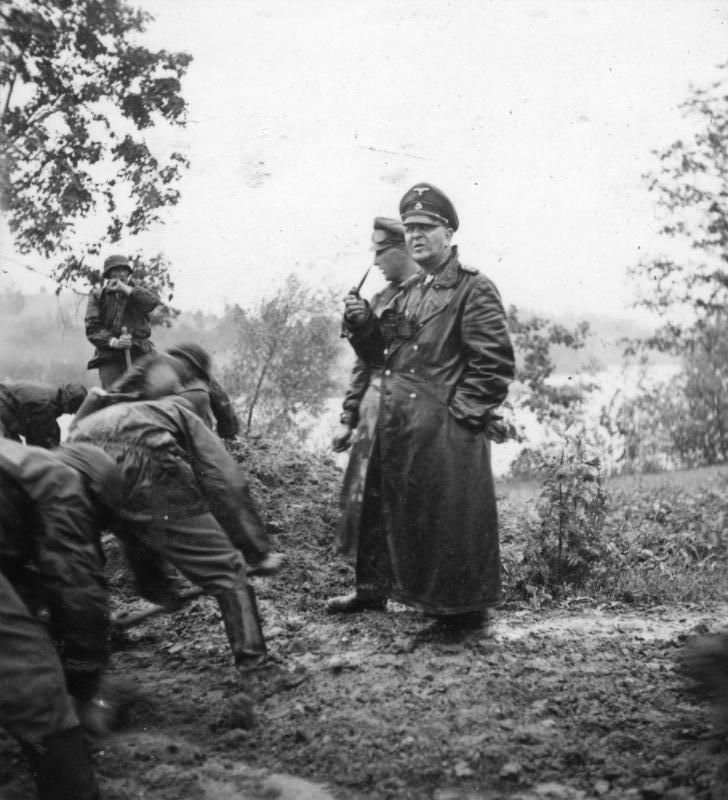
1941年，東線戰場上的艾克與骷髏師部隊

不久，骷髏部隊的姊妹組織第一阿道夫·希特勒警衛旗隊團與另外的武裝親衛隊連隊在希特勒批准了希姆萊的建議，於1939年10月創建了武裝親衛隊的三個師部隊。艾克的骷髏部隊後來組成了武裝親衛隊骷髏師，並由艾克指揮。骷髏師後來成為德軍在東線戰力最強的師之一，常作為希特勒的救火隊來阻擋蘇軍的突破。艾克的仕途自1940年後就未再與集中營有關，他的繼任者為理查德·格吕克斯。
在二次大戰中，艾克與他的師犯下了許多戰爭罪行，包括1940年在拉帕拉迪斯村對英軍戰俘進行屠殺、在東線殺害與掠奪蘇聯戰俘與佔領區。艾克的骷髏部隊持續發揮它優異的戰鬥力，包括1942年的德米楊斯克包圍戰、1945年初的維斯瓦河-奧德河攻勢與布達佩斯圍城戰。艾克在部隊中也頗受歡迎，被士兵暱稱為「老爹」。

### 死亡
1943年2月26日，在第三次哈爾科夫戰役的開始階段艾克身亡，當時他的Fi 156「鸛」偵察機在阿蒂勒內（Artil'ne）村和尼古拉耶夫卡（Mykolaivka）之間被擊落，該村位於哈爾科夫以105公里處，靠近紅軍高射砲阵地。艾克的遺體後來由一組突擊小隊回收，艾克被納粹宣傳部描繪成一名為國犧牲的烈士，為紀念他，骷髏師的步兵们收到了鑲上他的名字的袖標。

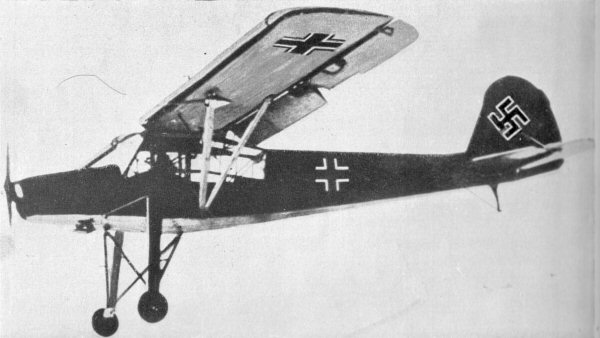
正在飛行中的Fieseler Fi 156 飛機，與艾克被蘇聯擊落時使用的飛機型號相同

艾克首先被埋葬在烏克蘭哈爾科夫州奧迪赫內（Оддихне）村附近的德國軍事公墓。當德軍因紅軍反擊而被迫撤退時，希姆萊將艾克的屍體移至烏克蘭日托米爾以南赫格瓦爾德的一個墓地。艾克的屍體仍留在烏克蘭，但很可能被蘇聯軍隊推平，因為他們習慣於摧毀德國人的墳墓。

## 個人生活
艾克於1914年12月26日與貝西亞·夏維貝（Bertha Schwebel）結婚，育有兩子、長子伊爾馬生於1916年4月5日，次子赫爾曼生於1920年5月4日。

## 軍事仕途

### 升官年序
- 親衛隊上級隊員：1930年7月29日
- 親衛隊分隊領袖：1930年8月
- 親衛隊高級突擊隊領袖：1930年11月11日
- 親衛隊上級突擊隊大隊領袖：1931年1月30日
- 親衛隊旗隊領袖：1931年11月11日
- 親衛隊上級領袖：1932年10月26日
- 親衛隊旅隊領袖：1934年1月30日
- 親衛隊集團領袖：1934年7月11日以及在9月昇為武裝親衛隊 集團領袖
- 親衛隊上級集團領袖與武裝親衛隊一同與1942年4月20日晉升。

### 受獎勳章
- 東線勳章（1942年）
- 鐵十字勳章二級與一級（1940年）
- 鐵十字勳飾二級（1940年）
- 黨衛隊榮譽戒
- 騎士鐵十字勳章（1941年）
- 橡葉騎士鐵十字勳章（1942年）
- 銀級重傷勳章
- 榮譽十字勳章（1934年）
- 金質黨章（1940年）
- 巴伐利亞軍功十字勳章二級
- 不倫瑞克戰功十字勳章二級
- 登上國防軍日報版面（1942年10月21日）

## 資料來源
1. ↑  Jan Kershaw: Hitler Bd. 1, Stuttgart 1998, ISBN 3-421-05131-3, page 659.
2. ↑  Padfield, Peter. Himmler, (1990), pp. 128-129.
3. 1 2  Williams, Max, Reinhard Heydrich: The Biography: Volume 1 (2003) p. 51.
4. ↑  Ullrich, Karl. . JJ Fedorowicz. 2002. ISBN 0-921991-69-X.
5. ↑  Mitcham & Mueller 2012，第272頁.
6. ↑  Theodor Eicke 17 October 1892- 26 February 1943 的存檔，存档日期2011年7月21日，.